# ميخائيل تورنر (كاتب)
ميخائيل تورنر (بالإنجليزية: Michael Turner)‏ هو فنان قصص مصورة وكاتب سيناريو أمريكي، ولد في 21 أبريل 1971 في كروسفيل في الولايات المتحدة، وتوفي في 27 يونيو 2008 في سانتا مونيكا في الولايات المتحدة.

## وصلات خارجية
- مايكل تورنر على موقع IMDb (الإنجليزية)